# Hippasa loeffleri
Hippasa loeffleri là một loài nhện trong họ Lycosidae.
Loài này thuộc chi Hippasa. Hippasa loeffleri được Carl Friedrich Roewer miêu tả năm 1955.